# La noche que mi madre mató a mi padre
La noche que mi madre mató a mi padre es una película de comedia española estrenada el 29 de abril de 2016. Está escrita y dirigida por Inés París y protagonizada por Belén Rueda, Eduard Fernández, María Pujalte, Diego Peretti, Fele Martínez y Patricia Montero. La película participó en la 19.ª edición del Festival de Málaga en la sección oficial de largometrajes.

## Argumento
La película transcurre durante una noche en que un grupo de profesionales del mundo del cine se reúnen en una casa. Isabel (Belén Rueda) quiere conseguir un papel en la nueva película de su marido Ángel (Eduard Fernández) que es guionista, y de su exmujer Susana (María Pujalte) que es directora de cine. Todos intentarán convencer al actor argentino Diego Peretti para que protagonice la nueva película. Pero un contratiempo hará que la noche no acabe como ellos esperaban: la llegada del exmarido de Isabel con su nueva pareja.

## Reparto
| Actor/Actriz                 | Personaje            |
| ---------------------------- | -------------------- |
| Belén Rueda                  | Isabel París         |
| Eduard Fernández             | Ángel                |
| María Pujalte                | Susana               |
| Diego Peretti                | Diego                |
| Fele Martínez                | Carlos               |
| Patricia Montero             | Álex                 |
| Alejandra Yu Pastor Pedreros | Estrella             |
| Claudia Nortes               | Alba                 |
| Lucas Paris                  | Dylan                |
| Andrés Poveda                | Director             |
| Lucrecia Cervelló            | Profesora            |
| Jaime Linares                | Conductor de autobús |